# Camps de concentration nazis
Cet article concerne le système concentrationnaire nazi. Pour les camps d’extermination, dont la nature et les objectifs sont distincts, voir centres d’extermination nazis.

Carte des camps de concentration nazis.

Les camps de concentration nazis sont des centres de détention de grande taille créés par le Troisième Reich à partir de 1933 et jusqu'à la fin de la Seconde Guerre mondiale, pour interner, exploiter la force de travail et tuer des opposants politiques, des résidents d'un pays conquis, des groupes ethniques ou religieux spécifiques, etc. Ce sont les détenus qui sont forcés de construire ces camps, les victimes travaillant dans des conditions inhumaines, y laissant souvent leur vie.
Le Troisième Reich utilise les camps de concentration (en allemand : Konzentrationslager, abrégé en KL ou KZ), comme ceux de Dachau ou Buchenwald, pour éloigner et terroriser les opposants politiques au régime, puis pour y interner les Juifs, les Tziganes, les prêtres et prélats catholiques, les Témoins de Jéhovah, les homosexuels et les « éléments asociaux » comme les criminels, vagabonds, etc.
Après le déclenchement de la Seconde Guerre mondiale, ces camps se multiplient pour y enfermer les résistants et les opposants au nazisme de toute l'Europe occupée, mais aussi pour constituer un réservoir de main-d'œuvre servile, louée à de grandes entreprises allemandes comme IG Farben ou Siemens. Le travail y est épuisant, la nourriture insuffisante, les soins presque inexistants, les mauvais traitements réguliers et le taux de mortalité très élevé. Tout vise à déshumaniser les victimes et à les conduire à une mort rapide.
Dans le cadre de la destruction des Juifs d'Europe et des tsiganes sont également créés, à partir de 1941, six centres d'extermination, dont la nature et les objectifs sont distincts de ceux du système concentrationnaire.

## Évolution dans le temps

### Les premiers camps

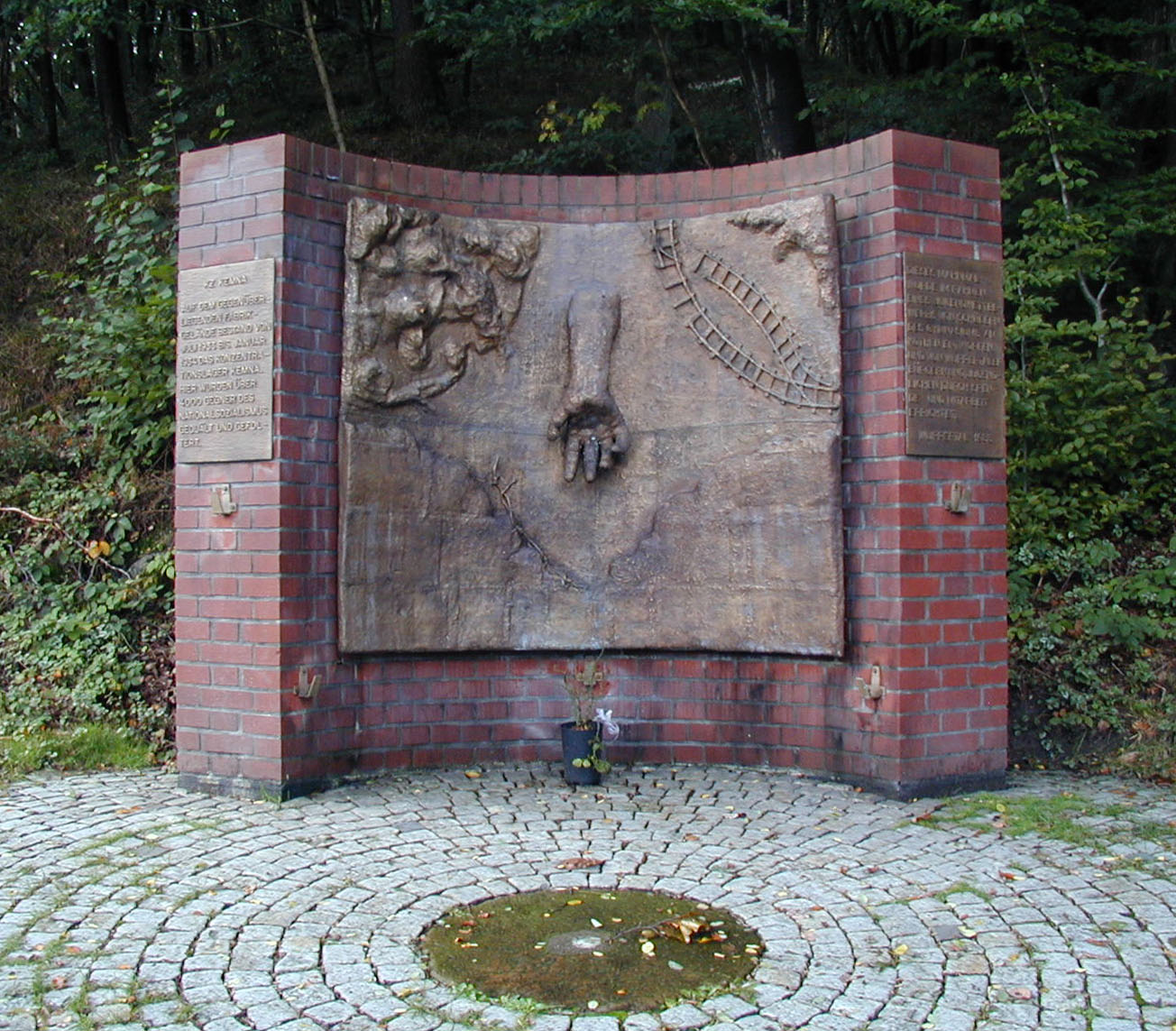
Le mémorial du camp de concentration de Kemna.

En 1933, l’arrivée au pouvoir des nazis s’accompagne de vagues d’arrestations visant tout d’abord leurs opposants politiques. Ceux-ci sont détenus en vertu de la Schutzhaft (détention de protection), qui autorise à restreindre la liberté d'une personne pour sa propre protection, ou pour « mettre en garde à vue des éléments séditieux en cas d'urgence ». Ce dispositif juridique, déjà utilisé par la République de Weimar, semble alors acceptable, comme solution temporaire, pour faire face à ce qui est présenté comme la menace communiste.
Les nazis s'appuient sur ce précédent. Ils l'amputent de toute garantie légale et élargissent son objectif, au-delà du parti communiste, à tous les partis qu'ils viennent d'interdire. Le 24 novembre 1933, le régime institue la détention provisoire (Vorbeugungshaft) qui s'applique aux récidivistes de droit commun. L'association Schutzhaft-Vorbeugungshaft confère au régime l'outil nécessaire aux arrestations et aux détentions arbitraires applicables à n'importe quelle catégorie sociale réputée « nuisible à la communauté nationale ».
Pour loger et surveiller les dizaines de milliers de détenus résultant de ces vagues d’arrestations, les autorités improvisent des lieux de détention de plusieurs types, qui vont persister jusqu’en 1934 et appartiennent à plusieurs catégories :
- camp de détention préventive (Schutzhaftlager) : les détenus sont logés dans des structures carcérales existantes sans contact avec les droits communs. La plupart des établissements pénitentiaires du Reich ont servi, à un degré ou un autre, à la détention préventive. À l'exception du centre de détention préventive pour femmes de Münich-Stadelheim, qui opère jusqu'en janvier 1936, ces structures ferment fin 1933 - début 1934[2] ;
- camps de concentration (Konzentrationlager) : environ 70 camps ont été établis en 1933, dans n'importe quelle structure se prêtant à la détention de prisonniers. Le premier camp est établi à Nohra (Thuringe) le 3 mars 1933 dans une école, à l'initiative du Gauleiter local. Les premiers camps ne relèvent pas d'un schéma organisé au niveau central. Ils sont improvisés au cas par cas en fonction des circonstances et des disponibilités. Les détenus sont logés dans des usines désaffectées, des ateliers, des exploitations agricoles, des châteaux, une barge. La gestion est également improvisée selon les ressources locales : la garde peut être confiée aux SS, aux SA, à la police et même aux anciens combattants (Stahlhelm), voire à l'association des Femmes du parti nazi (NS-Frauenshaft)[2] ;
- sites de torture (Folterstätten ou Folterkeller) : il s'agit de sites utilisés par la police auxiliaire (Hilfspolizei) pour torturer des opposants sous prétexte d'interrogatoires. Il y en aurait eu 150 à Berlin. Les SA, par exemple, utilisaient le site de la SA-Gefängnis (prison SA) sur General-Pape-Strasse ou le siège du Parti communiste allemand (KPD), dont ils s'étaient emparés, pour torturer leurs ennemis et poursuivre leur lutte contre la Gauche[2] ;
- camps sauvages (wilde Lager) : cette catégorie, créée après la guerre par des accusés cherchant à atténuer leurs responsabilités, n'aurait pas de réalité historique et aucun camp n'a réellement exercé sans aucun contrôle et hors de l'orbite du pouvoir. Il est possible que de telles situations aient existé pour une durée très limitée, mais pour retomber très rapidement sous la coupe de l'État[2].

Hétérogène et décentralisé, ce proto-système concentrationnaire sera démantelé en 1934, à l’exception de Dachau dont le commandant, Theodor Eicke, après avoir créé l’IKL (Inspection des camps), déploiera un véritable réseau centralisé, bâti sur le modèle Dachau, indépendant des Länder et des ministères de l'Intérieur et de la Justice, et entièrement placé sous la coupe de la SS.

### L'organisation mise en place par Theodor Eicke, 1933-1939

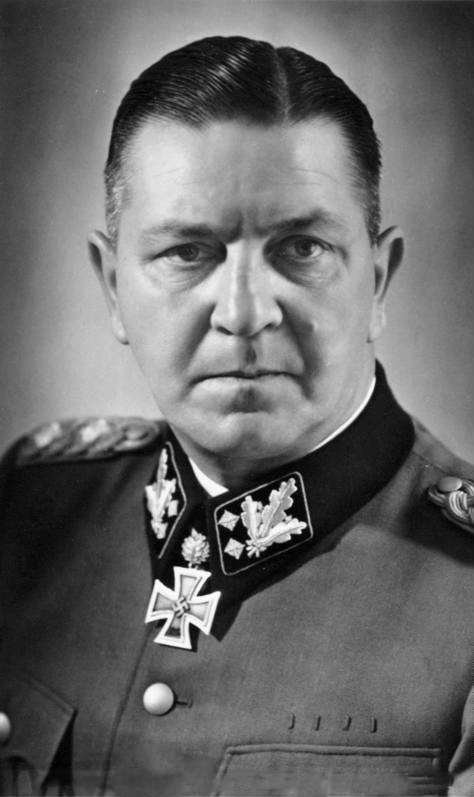
Theodor Eicke.

En juin 1933, Theodor Eicke est nommé par Heinrich Himmler commandant du camp de concentration de Dachau, où sont alors détenus 2 000 prisonniers. Il y met immédiatement en place les bases du système concentrationnaire nazi, notamment en ce qui concerne l'obéissance aveugle des gardiens aux ordres, et le système de surveillance, de discipline et de châtiment des détenus, dont « le but est de briser psychologiquement, moralement et physiquement les prisonniers ». Avec Papa Eicke, surnom qui lui est donné par les gardiens de camp, on passe de la brutalité indisciplinée des gardiens à la terreur planifiée de la SS. Ses résultats font forte impression sur Himmler qui le promeut SS-Brigadeführer le 30 janvier 1934.
À partir du 4 juillet 1934, au lendemain de la nuit des Longs Couteaux, Eicke est promu SS-Gruppenführer, et il est nommé inspecteur des camps de concentration et commandant des unités Totenkopf (Inspekteur des Konzentrationslager und Führer des SS Totenkopfverbände). En tant qu'inspecteur des camps, il est rattaché au RSHA dirigé par Reinhard Heydrich, et plus particulièrement à la Gestapo ; comme commandant des Totenkopfverbände, il relève en outre du bureau central de la SS, le SS-Hauptamt (en français : « Le bureau central »), et prend ses ordres directement auprès de Himmler. Dès 1936, Eicke plaide pour l'agrandissement des camps existants et la construction de nouveaux centres de détention et envisage de les utiliser comme réservoir de main-d'œuvre servile.
Eicke lance une profonde réorganisation du système concentrationnaire qui sera achevée en 1939. Il ferme peu à peu les premiers camps pour regrouper, pendant l’été 1937, les détenus dans quatre camps principaux : Dachau, Sachsenhausen, Buchenwald et Lichtenburg, pour les femmes. Après cette diminution du nombre des camps, on assiste à une augmentation, avec la création en 1938 de Flossenbürg, en préparation au démembrement de la Tchécoslovaquie, et de Mauthausen, immédiatement après l'Anschluss, puis par le camp de femmes de Ravensbrück en 1939. Durant l'invasion de la Pologne, la SS ouvre à Dantzig le camp de concentration du Stutthof ainsi que sept autres camps prévus pour y interner des Polonais suspects. Cinq mois après l’invasion de la Pologne, la création d’Auschwitz est décidée.
Eicke met également en place le règlement interne de Dachau, promulgué le 1er octobre 1933 et rapidement généralisé à l’ensemble des camps. Selon la formule d'Olga Wormser-Migot, il peut être résumé par la phrase : « Tolérance signifie faiblesse ».

« Quiconque fait de la politique, tient des discours ou des réunions de provocation, forme des clans, se rassemble avec d'autres dans le but d'inciter à la révolte, se livre à une nauséabonde propagande d'opposition ou autre sera pendu en vertu du droit révolutionnaire ; quiconque se sera livré à des voies de fait sur la personne d'un garde, aura refusé d'obéir ou se sera révolté sous quelque forme que ce soit, sera considéré comme mutin et fusillé sur-le-champ ou pendu. »

— Extrait du règlement régissant la discipline et la répression des détenus de Dachau, rédigé par Theodor Eicke.
Dans tous les camps se mettent en place une violence, une cruauté contrôlées et disciplinées, un véritable système de terreur bien codifié qui se poursuit après le départ de Eicke. Il est notamment appliqué par des commandants de camps créés par Eicke, comme Rudolf Höß à Auschwitz, Franz Ziereis à Mauthausen et Karl Otto Koch à Sachsenhausen et Buchenwald.

« À cette époque, combien de fois n'ai-je pas dû me dominer pour faire preuve d'une implacable dureté ! Je pensais alors que ce qu'on continuait à exiger de moi dépassait les forces humaines ; or, Eicke continuait ses exhortations pour nous inciter à une dureté encore plus grande. Un SS doit être capable, nous disait-il, d'anéantir même ses parents les plus proches s'ils se rebellent contre l'État ou contre les conceptions d'Adolf Hitler. »

— Rudolf Höß.

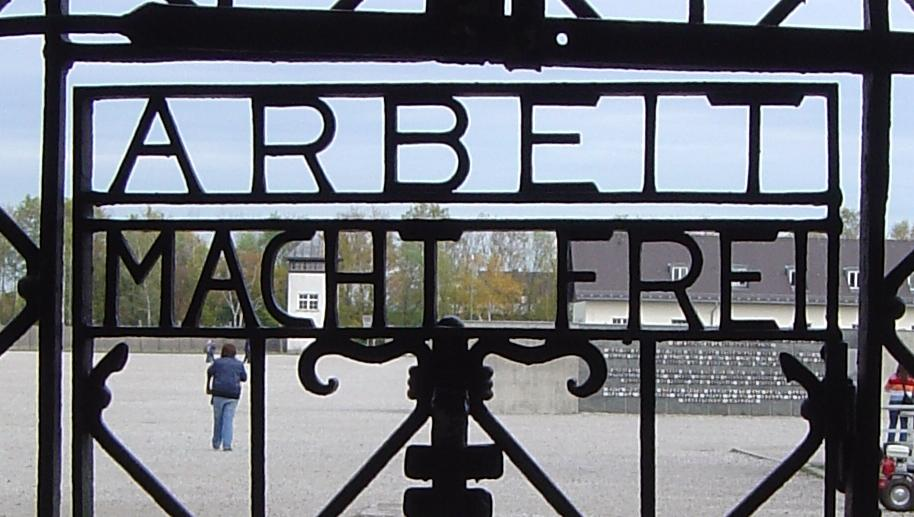
Inscription en allemand « Arbeit macht frei » signifiant en français « Le travail rend libre » en haut de la grille d’entrée du camp de concentration de Dachau.

Jusqu'au début de la Seconde Guerre mondiale, des libérations restent possibles même si elles sont rares. Les internés qui recouvrent la liberté sont contraints au secret, règle qu'ils respectent généralement, de peur de se voir à nouveau internés. Cette possibilité de « rédemption » et de libération est confirmée par un texte du commandant du camp de concentration d'Esterwegen signé par Eicke lui-même.

« Chaque prisonnier en détention de sécurité a la liberté de réfléchir sur le motif pour lequel il est venu au camp de concentration. Ici, l'occasion lui est offerte de changer de sentiments intimes à l'égard du peuple et de la patrie, et de se dévouer à la communauté populaire sur la base nationale-socialiste, ou bien, s'il y attache plus de prix, de mourir pour la sale IIe ou IIIe Internationale juive d'un Marx ou d'un Lénine. »

— Document signé par Theodor Eicke, début 1933.
Eicke semble apprécié par ses troupes, ce qui explique vraisemblablement son surnom de Papa Eicke. D'après Wolfgang Sofsky, il met systématiquement en place une politique de « copinage », à l'opposé des traditions militaires qu'il déteste : Eicke demande à ses hommes de se tutoyer, fusionne les mess des sous-officiers et des officiers, protège ses hommes, même en cas d'entorse aux règles, sauf s'ils manifestent un sentiment de pitié envers les détenus, cherche le contact, lors de ses fréquentes tournées d'inspection, avec les hommes du rang, en l'absence de leurs supérieurs. Lorsque des gardiens abattent un détenu pour « tentative de fuite », il demande qu'on leur évite de subir un interrogatoire, pour ne pas les « inquiéter ».

### La WVHA et l'internationalisation 1939-1945
Au fur et à mesure des annexions ou des conquêtes militaires, les camps se peuplent de détenus de 22 nationalités différentes, Tchèques en 1938, Polonais en 1939, Hollandais, Français, Belges et Luxembourgeois à partir de 1940, mais dont la majorité ne sont internés qu'à partir de 1943 et 1944, antifascistes italiens, républicains espagnols,, Danois et Norvégiens, Russes… Ce mélange des nationalités accroît les rivalités internes et instaure une hiérarchie entre déportés, en fonction de leur origine, mais aussi de leur connaissance de la langue allemande. Le 2 janvier 1941, Reinhard Heydrich, chef du RSHA, établit par circulaire une classification des camps en trois catégories :
1. Les camps de type « I », camps pour détenus susceptibles d'être amendés (Dachau, Sachsenhausen et Auschwitz) ;
2. Les camps de type « II », camps pour détenus à la conscience chargée mais tout de même encore susceptibles de rééducation (Buchenwald, Flossenbürg, Neuengamme, Birkenau, Natzweiler[22],[23]) ;
3. Les camps de type « III » (Mauthausen).

Selon Olga Wormser-Migot, cette note « semble plutôt exprimer la volonté de camoufler la réalité concentrationnaire aux yeux mêmes de ceux qui en actionnent les rouages, que celle d'établir une relation rationnelle entre le degré du crime et l'importance du châtiment ».
L'Office central SS pour l'économie et l'administration (SS-Wirtschafts- und Verwaltungshauptamt ou WVHA), dirigé par Oswald Pohl, est chargé, le 3 mars 1942, de la gestion de tous les camps, mais aussi de celle des entreprises de la SS.

## Le fonctionnement des camps

### Les déportés

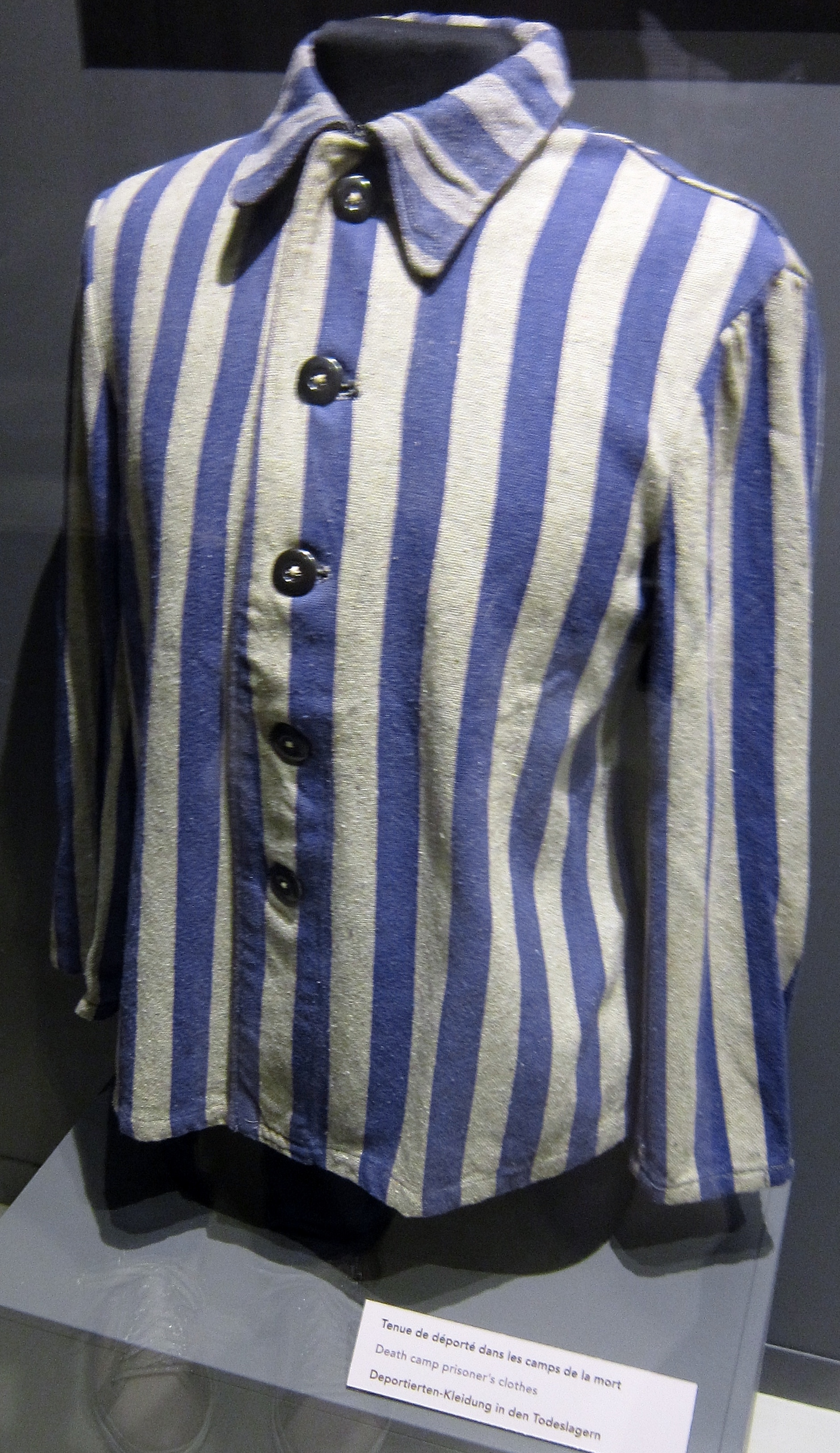
Tenue de déportés dans les camps de concentration (Musée Mémoires 39-45 à Plougonvelin).

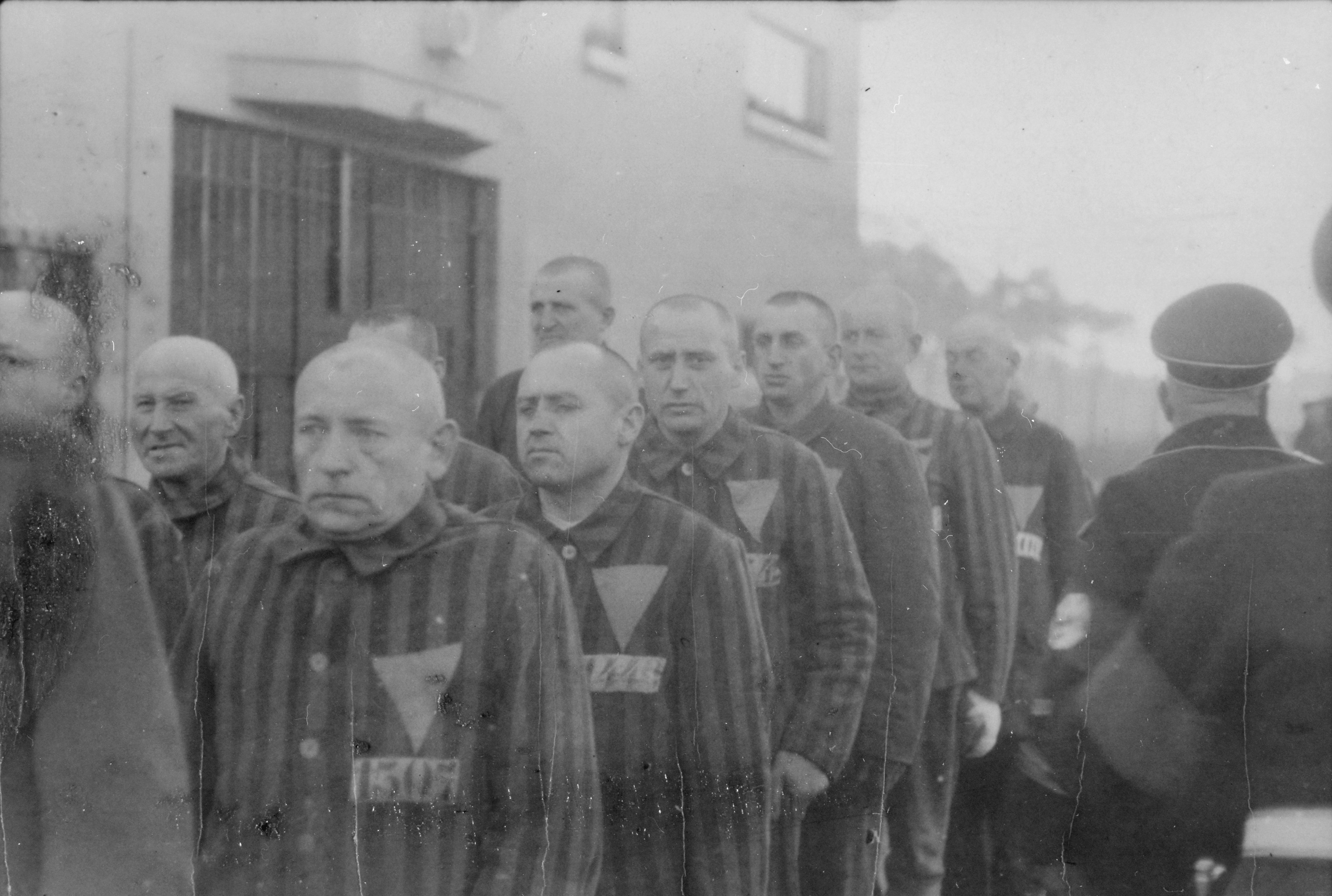
Décembre 1938, prisonniers transis de froid dans le camp de concentration d'Oranienbourg-Sachsenhausen.

Les premières victimes du système concentrationnaire sont des Allemands opposants politiques au nazisme, au premier rang desquels les marxistes : les militants du Parti communiste d'Allemagne (KPD), du Parti social-démocrate d'Allemagne (SPD), du Parti communiste d'Allemagne - opposition (KPO), et du Parti socialiste ouvrier d'Allemagne (SAP). Ils y sont rapidement rejoints par des militants syndicalistes, par des membres de partis centristes ou de droite qui n'adhèrent pas aux thèses nazies et plus généralement par des personnes suspectées par la SS ou la Gestapo.
Dès 1936, Theodor Eicke organise l'arrestation et l'internement dans les camps de nouvelles catégories de détenus qui n'ont aucun rapport avec les opposants au régime, « mendiants, criminels, récidivistes de la petite délinquance, ivrognes, chômeurs, clochards, Tziganes et zélateurs de sectes religieuses ». En 1938, après l'Anschluss, des Autrichiens, devenus citoyens du Reich, sont internés dans les camps.
À l'exception des Tziganes, et au contraire de l'extermination des Juifs, les déportés ne sont pas internés en raison de leur prétendue race ou de leur nationalité, mais pour leur dangerosité réelle ou supposée pour la société allemande ou le régime nazi. Selon Olga Wormser-Migot, au total, entre 2 000 000 et 2 500 000 déportés auront été internés pour un temps plus ou moins long dans les camps.

#### Les différentes catégories

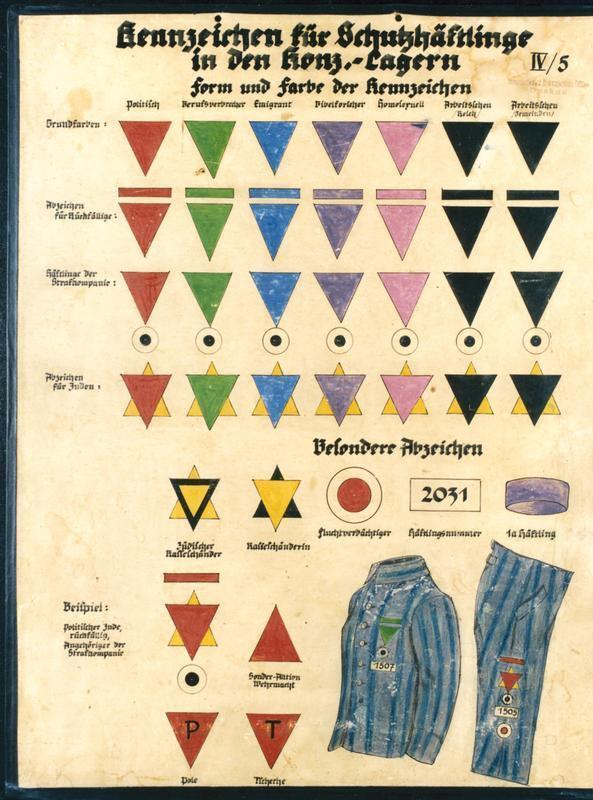
Signes distinctifs des catégories de détenus dans les camps de concentration.

##### Les prisonniers politiques

Politiques.

Immédiatement après l'incendie du Reichstag, le 28 février 1933, près de 4 000 membres du Parti communiste d'Allemagne sont internés dans les camps. Son président, Ernst Thälmann est interné, passe de prison en prison pour aboutir à Buchenwald où il est assassiné en août 1944. La création du Deutsche Arbeitsfront le 10 mai 1933, qui supprime les syndicats, puis l'instauration du NSDAP comme parti unique, le 14 juillet 1933 permettent d'arrêter à leur tour les membres des partis interdits, au premier rang desquels ceux du Parti socialiste et les militants syndicaux.
Ces militants de gauche sont rejoints par tous les opposants politiques au nazisme, membres d'un parti politique interdit ou sans appartenance précise. La catégorie des politiques reprend également des membres du parti nazi ayant commis des délits au sein de celui-ci, des soldats de la Wehrmacht condamnés pour vol, désobéissance grave ou désertion, mais aussi des allemands qui ont enfreint la législation sur les devises ou écouté des radios étrangères, ou des personnes dénoncées à la Gestapo pour de motifs de vengeance personnelle sans aucun rapport avec une quelconque opposition politique.
Presque tous les étrangers internés après le déclenchement de la Seconde Guerre mondiale sont également versés dans la catégorie des détenus politiques, de même que 4 000 à 5 000 pasteurs protestants et prêtres catholiques.
Le nombre de prisonniers politiques, résistants victimes de la déportation, est évalué entre 550 000 et 650 000.

##### Les criminels

Criminels.

Remis à la Gestapo par la Kriminalpolizei, les « criminels » sont répartis en deux catégories. Ils comprennent d'une part les détenus internés par mesure de sécurité (Sicherungsverwahrteverbrecher ou SV), condamnés de droit commun qui purgent leur peine dans un camp de concentration alors que leur place est en prison. D'autre part, on y retrouve les « détenus préventivement à titre de justice » (Befristete Vorbeungshäftlinge ou BV) dont les initiales en allemand signifient également « criminels professionnels » (Berufsverbrecher), ayant déjà purgé plusieurs peines en fonction du droit commun. Cette deuxième catégorie est le vivier des Kapos les plus brutaux.

##### Les apatrides

Apatrides.

Le triangle bleu correspond au marquage pour les apatrides (notamment, les républicains espagnols déchus de leur nationalité par Franco).

##### Les Témoins de Jéhovah

Témoins de Jéhovah.

Après l'incarcération des dirigeants des Témoins de Jéhovah à Magdebourg en 1934, une vague d'arrestations frappe leurs membres en 1936, amplifiée en 1937 à la suite d'une ordonnance du ministre de l'Intérieur qui les livre à la Gestapo.
Poursuivis pour leur refus absolu de porter les armes ou de prêter serment au national-socialisme, environ 3 000 Bibelforscher sont déportés dans les camps.

##### Les homosexuels

Homosexuels.

Le triangle rose (en allemand : Rosa Winkel) était dans l'univers concentrationnaire nazi le symbole utilisé pour marquer les homosexuels. De taille supérieure aux autres triangles, ce symbole de persécution et de discrimination a été repris par la communauté homosexuelle comme symbole après-guerre. Dans les camps nazis, les déportés homosexuels doivent porter un triangle rose, pointe tournée vers le bas, qui les identifie comme tels. La hiérarchie concentrationnaire les place au plus bas de l'échelle sociale des camps.

##### Les «asociaux»

Asociaux.

Les « asociaux » constituent sans doute la catégorie la plus hétérogène au sein des déportés. On y trouve notamment des vagabonds, braconniers, voleurs à la tire, ivrognes, souteneurs mais aussi des personnes dénoncées à la Gestapo par de « bons nazis » pour être arrivées en retard à plusieurs reprises à leur travail, avoir pris congé sans avertissement préalable ou avoir déplu à leur patron.

##### Les Tziganes

Tziganes.

Dans la typologie raciale nazie, les Tziganes étaient classés comme une catégorie « hybride » dont la non-sédentarité caractérisait la « dégénérescence ». À Auschwitz, les Tziganes étaient internés séparément, dans le Zigeunerfamilienlager. D'autres camps d'internement provisoires étaient construits en particulier en Europe centrale où les Tziganes étaient parqués avant de partir pour les camps de concentration.
La politique d'annihilation des populations tziganes en Europe durant la Seconde Guerre mondiale est appelée Porajmos, et a été qualifiée de génocide à plusieurs reprises en Allemagne, notamment en 1982 par une déclaration du Bundestag.

#### Insignes pour les récidivistes
S'ajoute au-dessus du triangle une barre rectangulaire de même couleur que celui-ci.

#### Détenus de la compagnie disciplinaire
S'ajoute au-dessous du triangle un rond noir.

#### Insignes pour les Juifs
Un triangle jaune inversé sous le triangle d'une autre couleur pour les Juifs entrant dans une autre catégorie. Ces deux triangles forment l'étoile de David.
Les déportations de Juifs débutèrent en 1941 et faisaient suite aux persécutions dans les ghettos et à des exécutions par fusillades.

#### Insignes spéciaux

Pour les hommes.

Pour les femmes.

La Rassenschande (ou Blutschande, littéralement honte raciale ou honte du sang en allemand) était une pratique légale faisant partie des politiques racistes du Troisième Reich dans l'Allemagne nazie. Cette discrimination raciale interdisait toute union entre un Juif – selon la définition des lois de Nuremberg – et un citoyen « allemand ou de sang allemand » (« deutschen oder artverwandten Blutes »). Les mariages entre personnes juives et non juives étaient alors considérés comme un acte de « traîtrise envers la race » (Rassenverrat).
Les différents insignes peuvent porter la première lettre du pays d'origine, sauf pour le Reich :
B : Belgique / F : France / I : Italie / N : Pays-Bas (en allemand = Niederlande) / P : Pologne / S : Espagne (en allemand = Spanien) / T : Tchèques / U : Hongrie (en allemand = Ungarn)

Membres des forces armées (prisonnier de guerre ou déserteur).

Prisonnier risquant de tenter de s'évader.

Numéro de matricule.

#### Kapos etProminenten

Kapos et Prominenten.

À l'intérieur des camps ou pour surveiller le travail des détenus dans les kommandos, les gardiens confient de nombreuses tâches à des détenus, des doyens de block (Blockälteste) qui assistent les Blockführer aux Kapos. Ces tâches sont de préférence déléguées aux triangles verts, avec lesquels les déportés politiques mènent une lutte féroce pour le contrôle de la hiérarchie interne. Certains postes permettent à des détenus d'augmenter ou de diminuer les chances de survie des internés, comme ceux des kapos des cuisines ou du revier (infirmerie). Les déportés nommés à des postes de responsabilité, les Prominenten disposent d'une influence décisive pour la désignation de leurs adjoints (secrétaires de block ou du revier, etc.). Pour 1 000 détenus, on compte environ 25 Prominenten, dont le statut précaire reste à la merci des SS, la perte de celui-ci signifiant le plus souvent la mort.
De par cette délégation, les nazis exacerbent les rivalités entre les détenus (verts contre rouges, communistes contre socialistes, Allemands contre Français…).

### Les bourreaux

#### Organisation administrative
L'organisation interne est calquée sur le modèle de Dachau. La direction du camp (Kommandanturstab) est divisée en cinq départements : le commandement (Kommandantur, Adjutantur), la section politique (Politische Abteilung), le département de la détention (Schutzhaft), l’administration (Verwaltung), le médecin-chef (Lager- oder Standortarzt,).

##### La Kommandantur
À la tête de chaque camp de concentration, on trouve un commandant. La Kommandantur a officiellement autorité sur toutes les affaires de service et de personnel, mais ses pouvoirs sont en réalité limités par la division des responsabilités au sein de l'administration des camps. Les commandants passent la majeure partie de leur temps de travail dans leur bureau, à « vérifier et signer des circulaires, des lettres, des rapports et d'innombrables formulaires ». Il n'en reste pas moins qu'être commandant d'un camp de concentration devient une profession dans l'Allemagne nazie : Richard Baer commence ses activités à Dachau, puis passe par Neuengamme, le « SS-Wirtschafts- und Verwaltungshauptamt », Auschwitz et Dora-Mittelbau ; Kurt Franz participe au programme d'euthanasie, puis fait carrière à Auschwitz, Belzec et Treblinka ; Friedrich Hartjenstein exerce ses activités à Sachsenhausen, Birkenau, au Struthof et à Flossenbürg ; pour Rudolf Höss, il s'agit de Dachau, Sachsenhausen et Auschwitz, et la liste de ces professionnels passant d'un camp à l'autre peut également comprendre, sans être exhaustive, les parcours de Karl Otto Koch, Max Koegel ou Joseph Kramer.

##### La section politique
Le chef de la section politique est nommé par le Reichssicherheitshauptamt et dépend directement de celui-ci. Cette « section vitale, chargée d'assurer la continuité de la répression » est notamment responsable de l'enregistrement des détenus, de la tenue à jour du fichier et des interrogatoires. Les tâches de secrétariat sont assurées par des détenus (82 à Buchenwald).

##### La section de la détention
La section de la détention est dirigée par un Schutzhaftlagerführer et est responsable de toutes les activités concernant les détenus : correspondance, nourriture, sanctions, liste des malades et des détenus au travail… Du Schutzhaftlagerführer dépend le Rapportführer, assisté par les Blockführer : celui-ci est chargé de l'appel, de l'établissement de la liste des punitions, de celle des détenus malades et de l'effectif détaillé des kommandos travaillant au sein du camp ou à l'extérieur de celui-ci.
Sous les ordres des Blockführer se trouvent les membres de la hiérarchie des déportés, les Prominenten (détenus prééminents), doyens de block (Blockältester), de chambre (Stubbenältester) et leurs adjoints (Stubedienst).

#### Les gardiens
Les SS-Totenkopfverbände sont responsables des camps de concentration nazis assistés par des prisonniers, les Kapos.
Les Kapos, des détenus assistés par des contremaîtres, ont un rôle de surveillance sur les kommandos de travail. Recrutés la plupart du temps chez les criminels de droit commun ou des légionnaires, certains, lorsque le type de travail du kommando l'exige, sont choisis parmi des ouvriers spécialisés. Les kapos qui portent au bras gauche des brassards noirs avec une inscription blanche se distinguent par leur grande violence physique à l'encontre des déportés dont certains témoignent après-guerre qu'ils avaient droit de vie et de mort sur eux.

### Conditions de vie

#### Causes de mortalité
Les prisonniers travaillaient plus de douze heures par jour. Outre les assassinats et les brutalités perpétrés par les gardiens ou les Kapos, les principales causes de mortalité dans les camps découlent de la sous-alimentation chronique des détenus, de l'épuisement par le travail, des conditions d'hygiène déplorables et de l'absence de repos physique ou psychique.

#### L'exploitation économique
Avant le déclenchement de la Seconde Guerre mondiale, l'exploitation économique des internés est à usage interne. Les détenus sont notamment utilisés pour l'extension du système concentrationnaire. En mars 1938, un kommando de Dachau entame la construction du camp de Mauthausen, et en janvier 1939, 500 prisonniers d'Oranienburg font de même à Ravensbrück.
Le 29 septembre 1941, Oswald Pohl organise par circulaire l'exploitation économique des détenus, en organisant l’Arbeiteinstaz. Sur la base de cette circulaire, les effectifs de détenus aptes au travail, mais aussi leurs compétences professionnelles, font l'objet d'un fichier dans chaque camp et d'un fichier central à l'inspection générale des camps à Oranienburg. Environ deux millions de détenus des camps sont employés dans les industries du Reich de 1941 à la fin du conflit, aux côtés de travailleurs étrangers, volontaires ou forcés, et de prisonniers de guerre. À titre d'exemple, l'usine de Krupp à Essen emploie, début 1942, 55 000 travailleurs étrangers, 18 000 prisonniers de guerre et 5 000 détenus. Le 30 avril 1942 marque un tournant radical en « instaurant le caractère désormais productif du camp et la règle de l'extermination par le travail ». Lors d'un exposé à Heinrich Himmler, Pohl précise que « l'internement des prisonniers pour les seules raisons de sécurité, d'éducation ou de prévention n'est plus la condition essentielle ; l'accent est à porter maintenant sur le côté économique... [ce qui nécessite] de prendre certaines mesures ayant pour but de transformer les camps de concentration en organisations mieux adaptées aux tâches économiques, alors qu'ils ne présentaient auparavant qu'un intérêt purement politique ». Ses ordres aux commandants des camps et aux responsables du travail des détenus sont très clairs : « le commandant du camp est seul responsable de l'emploi de la main-d'œuvre disponible, cet emploi doit être total au sens propre du mot, afin d'obtenir le rendement maximum. [...] Il n'y a pas de limites à la durée du travail... ».
Cette nouvelle orientation déclenche une féroce rivalité entre Himmler, qui souhaite privilégier les entreprises dépendant directement du WVHA, Albert Speer, ministre de l'armement, Hermann Göring, responsable du plan de quatre ans et Fritz Sauckel. Elle entraîne également une multiplication des kommandos extérieurs dépendant des camps et la création de nouveaux camps dont la finalité première est économique, comme Buna Monowitz, l'un des trois camps du complexe d'Auschwitz, destiné à la production de caoutchouc synthétique par IG Farben qui verse à la SS quatre marks par jour pour un ouvrier qualifié et trois marks pour un manœuvre, ou Dora, usine souterraine de fabrication des V1 et V2, tout d'abord kommando de Buchenwald, en août 1943, puis camp indépendant à partir d'octobre 1944, avec 40 camps ou Kommandos extérieurs.
Il faut signaler le camp du col de Loïbl où un Kommando de Mauthausen va creuser un tunnel routier en montagne pour une firme, l'« Universale Hoch-und Tiefbau AG ». Les travaux commencent en juin 1943.[réf. souhaitée].

#### Les violences contre les femmes

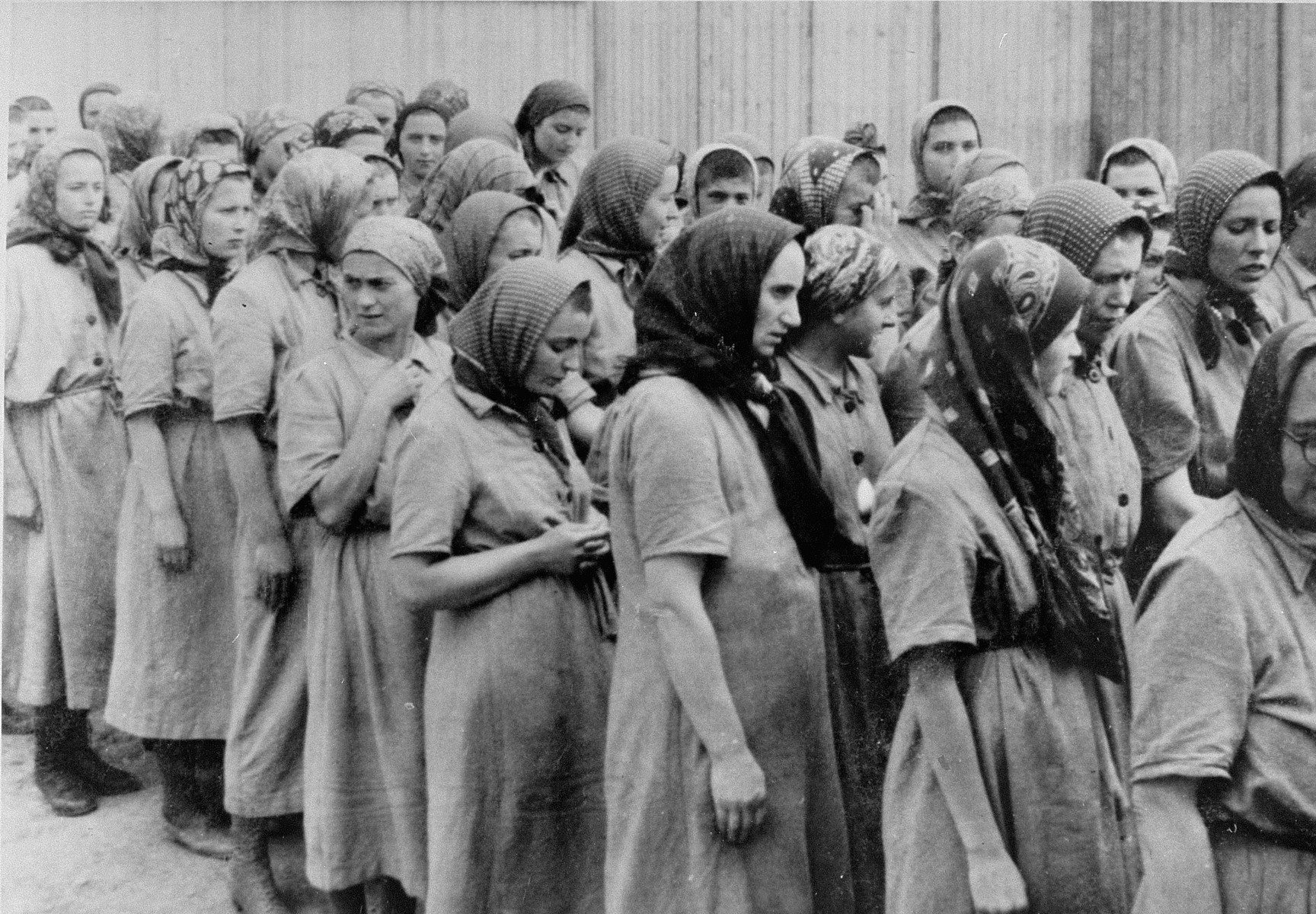
« Des femmes juives de la Ruthénie subcarpathique qui ont été sélectionnées pour le travail forcé à Auschwitz, marchent vers leur caserne après avoir été désinfectées et rasées » (1944)

Le viol des femmes des camps reste un sujet tabou pour les victimes et peu étudié,,. Les femmes étaient parfois violées avant d'être assassinées. Les violences sexuelles par les nazis étaient fréquentes et comprenaient des mutilations.
L'exploitation sexuelle des filles et des femmes des camps est documentée principalement par des témoignages. Dans les camps, des blocs étaient prévus pour la prostitution forcée, par exemple le bloc 24a d'Auschwitz.
Des témoignages décrivent les viols des femmes dans les camps, qui touchait en particulier les plus jeunes filles et jugées attirantes. À Dachau, des témoignages rapportent que des filles étaient emmenées dans des baraquements pour être violées et dans certains cas en pleine vue.
Selon des études, la violence sexuelle était présente lors de toutes les phases du génocide. Gisella Perl témoigne du sadisme des nazis contre les femmes, dont en particulier à l'encontre des femmes enceintes et des jeunes filles, à Auschwitz.
Dès leur arrivée dans les camps, la féminité des femmes est attaquée, en particulier lors de la phase de sélection, lors de laquelle les gardiens SS déterminent les détenus jugés aptes au travail et ceux qui sont envoyés aux chambres à gaz,.

#### Les expériences médicales
Les médecins présents dans les camps prétendaient sûrement soigner les malades alors que ceux-là mouraient toujours de manque de soin. En réalité, ce qui se passait dans les hôpitaux se rapprochait plus de la torture que de réels soins : les déportés servaient de cobayes pour tester des médicaments, des expériences (par exemple, le temps qu'un corps humain pouvait endurer sans être nourri, en étant brûlé, etc., les médecins pouvaient amputer des membres sans anesthésie[réf. nécessaire]. Les SS, qui gardaient le camp, avaient le droit de tuer des détenus n'importe quand.
Ou encore, sous couvert d'examen médical, des exécutions par surprise sont commises , par exemple avec le Genickschussanlage, signifiant littéralement en français « installation de tir dans la nuque ».

### La résistance et les espaces de vie

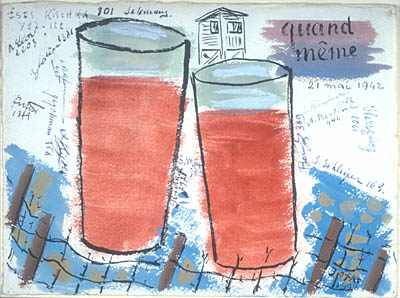
Quand même, dessin de Jacques Gotko réalisé après un an en déportation et conservé au mémorial du camp de Royallieu.

Lors de leur entrée dans le camp d'Auschwitz-Birkenau, 230 femmes françaises, résistantes ou épouses de résistants, communistes ou gaullistes, parmi lesquelles Marie-Claude Vaillant-Couturier, chantent La Marseillaise. Les chansons sont aussi utilisées par un groupe de 150 résistantes polonaises, dont Katarzyna Mateja, dans le camp de concentration de Fürstengrube : elles chantent l'hymne national, des chansons folkloriques, mais aussi mettaient en musique des informations sur leurs familles, la vie du camp ou le déroulement de la guerre ; cela leur permet à la fois d'aider les nouvelles déportées, de créer un sentiment de communauté, mais aussi de documenter la vie des camps: les dessins de la résistante Violette Lecoq sont ainsi utilisés dans le procès de Ravensbrück comme élément à charge de la vie des camps. Cette volonté de documenter la vie des camps peut se muer en véritable pulsion de création dont témoigne Halina Olomucki.
Le rire et le divertissement sont des armes de résistance au service de la survie : Germaine Tillion crée en 1944, alors déportée à Ravensbrück, l'opérette Le Verfügbar aux Enfers ; en 1942, déportée dans le même camp, la sociologue autrichienne juive Kathe Leither crée la pièce Schum Schum ; à Theresienstadt, Viktor Ullmann et Peter Kien créent en 1943 l'opéra L'Empereur d'Atlantis ou le Refus de la mort.
Des petites créations artisanales, croix, étoiles, petits objets, jouets pour les enfants, créés avec des morceaux de chiffons, de bois, des objets mis au rebut, sont échangés entre prisonnières, permettant de matérialiser une solidarité et une amitié concrète.
La rédaction et la diffusion de poésie ou de textes réflexifs, développée notamment au sein des groupes de prisonniers communistes, est aussi une forme de résistance, une manière d'exercer ses forces intellectuelles face à la dureté de la vie du camp : ainsi, Olga Benário organise à Ravensbrück des soirées littéraires où on échange sur Goethe, Schiller, ou Mörike.
Enfin, d'autres créations témoignent d'une volonté d'évasion, de rêver à une autre réalité : c'est le cas des dessins de Maria Kosk, qui, alors qu'elle est à Buchenwald, dessine des scènes glamour ou de vie à Varsovie.

## Libération des camps
L'évacuation des camps par les SS à cause de l'avance des armées alliées s'étale sur une période d'un an avec l'accord des Gauleiter et des Höhere SS- und Polizeiführer (HSSPf).
Dès juillet 1944, les troupes soviétiques découvrent et libèrent les premiers camps, sans forcément prendre conscience de l’ampleur du phénomène ; le 27 janvier 1945, Auschwitz, le dernier centre d'extermination encore en activité, est à son tour libéré par les Soviétiques. La majorité des camps sont libérés par les troupes alliées au fur et à mesure de leur progression : les Soviétiques libèrent notamment Sachsenhausen le 22 avril, et Ravensbrück le 30 ; les Britanniques Bergen-Belsen le 14 avril, les Américains Flossenbürg le 23 avril, Dachau le 29, Neuengamme le 4, et finalement Mauthausen le 5 mai. Quant au camp de Buchenwald, une partie des déportés en prennent le contrôle le 11 avril 1945, quelques heures avant l'arrivée des Américains.

## Les marches de la mort
Entre avril 1944 et avril 1945, précédant l'arrivée des Soviétiques à l'Est, de nombreux camps (Stutthof, Auschwitz mais aussi de nombreux camps annexes) ont été évacués de leurs prisonniers. Les nazis souhaitaient conserver une main d'œuvre pour l'effort de guerre. L'évacuation se déroula en trois étapes : d'abord d'avril à septembre 1944, puis de mi-janvier à mi-février 1945, enfin de fin mars à fin avril 1945. Plus de 110 000 déportés marchèrent vers l'ouest, notamment 58 000 d'Auschwitz et 44 000 de Groß-Rosen. Les prisonniers évacués à pied et peu fréquemment en train, par petits groupes, souvent sans nourriture et avec très peu de vêtements, dans des conditions climatiques hivernales très dures, sont morts soit d'épuisement, soit abattus parce que ne pouvant plus avancer.
On a appelé cette évacuation les « marches de la mort ». Bien peu ont pu se cacher et s'échapper en attendant l'arrivée des Soviétiques. Des hommes, des femmes, de nombreux Juifs (car les plus faibles et les plus éprouvés dans les camps) ont ainsi péri alors qu'ils étaient sur le point d'être libérés.

## Bilan
On estime à plusieurs millions (quatre à six généralement) le nombre de personnes qui ont transité dans un camp de concentration nazi.
Après la capitulation du pouvoir nazi, et les procès des responsables des crimes contre l'humanité de la Seconde Guerre mondiale, pour les victimes et les générations futures s'est posée la question de la mémoire de ces atrocités. Pour contrer le négationnisme et éviter absolument la reproduction du totalitarisme raciste, les camps de concentration accueillent partout en Europe des mémoriaux et des musées consacrés aux brutalités qui y ont été commises. Auschwitz, Majdanek, Dachau et le Struthof, sont désormais des lieux de mémoire et de pédagogie.
La mémoire de ces lieux a été l'occasion de nombreux conflits comme celui entre la communauté juive et les catholiques à Auschwitz, ou par exemple dans l'ancien camp de concentration de Potulitz qui a été utilisé après la victoire sur le fascisme comme camp d'internement des minorités allemandes sur le chemin de leur expulsion de Pologne. Avec la chute du mur de Berlin et la politique de réconciliation historique, la commémoration de ces deux événements est désormais rassemblée en un lieu.